# Kellyn Taylor
Kellyn Taylor (* 22. Juli 1986 in Flagstaff, Arizona als Kellyn Johnson) ist eine US-amerikanische Leichtathletin, die sich auf den Langstreckenlauf spezialisiert hat.

## Sportliche Laufbahn
Kellyn Taylor wuchs in Sussex in Wisconsin auf und studierte bis 2009 an der Wichita State University. Erste internationale Erfahrungen sammelte sie im Jahr 2015, als sie bei den Panamerikanischen Spielen in Toronto in 15:52,78 min die Bronzemedaille im 5000-Meter-Lauf hinter der Brasilianerin Juliana Paula dos Santos und Brenda Flores aus Mexiko gewann. Anschließend siegte sie bei den NACAC-Meisterschaften in San José in 16:24,86 min. Im Jahr darauf gelangte sie bei den Halbmarathon-Weltmeisterschaften 2016 in Cardiff nach 1:12:42 h 25. 

## Persönliche Bestleistungen
- 5000 Meter: 15:11,50 min, 22. August 2020 in Los Angeles
  - 5000 Meter (Halle): 15:21,56 min, 11. Februar 2022 in Spokane
- 10.000 Meter: 31:15,65 min, 5. Dezember 2020 in San Juan Capistrano
- Halbmarathon: 1:10:16 h, 11. November 2018 in Las Vegas
- Marathon: 2:24:29 h, 16. Juni 2018 in Duluth